# مارك بوالو
مارك بوالو هو لاعب هوكي جليد كندي، ولد في 3 سبتمبر 1932 في بوينت كلير في كندا، وتوفي في 27 ديسمبر 2000.

## وصلات خارجية
- مارك بوالو على موقع دوري الهوكي الوطني (الإنجليزية)
- مارك بوالو على موقع EliteProspects.com (الإنجليزية)
- مارك بوالو على موقع HockeyDB.com (الإنجليزية)
- مارك بوالو على موقع Hockey-Reference.com (الإنجليزية)